# Max Gumpel
Max Leonard Gumpel, född 23 april 1890 i Stockholm, död där 3 augusti 1965, var en svensk byggmästare. 

## Biografi
Gumpel utbildade sig på byggnadsyrkesskolan 1907-1910, och blev godkänd byggmästare 1912. Samma år grundade han byggnadsfirman Gumpel & Bengtsson som byggde ett flertal hus i Stockholm, bland annat Norr Mälarstrand 56 (1932), Eden Hotel (Sturegatan 10 / Humlegårdsgatan 22) 1930 och Kollektivhuset på John Ericssonsgatan 6 (1934). 
Gumpel hade ett kortvarigt förhållande med Greta Garbo innan hon flyttade till USA. De behöll kontakten resten av livet och när Garbo var på besök i Sverige bodde hon oftast hos honom. 
Han var en av stiftarna och tidiga finansiärerna till simklubben SK Neptun, och satt i svenska simförbundets styrelse 1919-1931. Gumpel deltog i olympiska spelen i vattenpolo 1912 (silvermedalj) och 1920 (bronsmedalj). 
Max Gumpel var involverad i en spionaffär under andra världskriget med sin vän Eric Erickson. Eric Erickson spionerade under täckmantel som tyskvänlig affärsman, han gav de allierade tillgång till exakta positioner av Tysklands oljeraffinaderier som därmed kunde bombas . Om detta skrevs en bok och gjordes en hollywoodfilm, The Counterfeit Traitor, på svenska Maskerad agent (1962), med William Holden i rollen som Eric Ericksonoch Ulf Palme i rollen som Max Gumpel. 
Gumpel hade ett stort bil- och båtintresse. Han lät bygga motorbåten Laila, ritad av Ruben Östlund 1935, och skärgårdskryssaren - La Liberté 1934, konstruerad av Erik Salander - båda byggda på Kungsörs Båtvarv AB.